# استفانو کالگاری (بازیکن فوتبال)
استفانو کالگاری (انگلیسی: Stefano Callegari؛ زادهٔ ۶ ژانویهٔ ۱۹۹۷) بازیکن فوتبال اهل آرژانتین است.
از باشگاه‌هایی که در آن بازی کرده‌است می‌توان به باشگاه فوتبال نیولز اولد بویز اشاره کرد.